# 다비가트란
다비가트란(Dabigatran)은 프라닥사(Pradaxa) 등의 상품명으로 판매되는 약물로, 정맥혈전색전증 예방 및 치료와 심방세동 환자의 뇌졸중 예방에 쓰이는 항응고제이다. 또한 고관절 치환술이나 슬관절 치환술을 받은 환자, 혹은 이전의 혈전 발생력이 있는 환자에서 혈전 생성을 예방하기 위해서도 사용한다. 와파린의 대안 약제로 이용하기도 하며, 와파린과 달리 혈액 검사로 모니터링할 필요가 없다는 장점이 있다. 한 메타분석 연구 결과, 허혈성 뇌졸중 예방에 있어 다비가트란이 와파린보다 이득이 되지는 않았다. 이에 더해 와파린과 비교해서 두개내 출혈의 발생 위험은 낮으나, 위장관 출혈의 발생 위험은 높다고 밝혔다. 경구 투여 약제이다.
흔한 부작용은 출혈과 위염이다. 아나필락시스 등 알레르기 반응이나 척수 혈종은 또 다른 부작용이다. 다비가트란 투여 후 심각한 출혈이 발생한 경우 해독제인 이다루시주맙으로 그 효과를 역전시킬 수 있다. 임신과 수유 중 사용은 권고하지 않는다. 와파린과 비교했을 때, 다른 약제와 약물 상호작용이 적은 편이다. 작용 기전상 직접 트롬빈 억제제에 속한다.
미국에서는 2010년 사용이 승인되었다. WHO 필수 의약품 목록에 등재되어 있다. 2020년, 미국에서 한 해 동안 100만 건 이상 처방되어 306번째로 많이 처방된 약제로 기록되었다. 복제약으로 이용 가능하다.

## 의학적 사용
다비가트란은 심장판막 문제로 인한 것이 아닌 심방세동 환자의 뇌졸중과 전신색전증 예방, 그리고 비경구 항응고제(대개 저분자량 헤파린) 치료를 이미 5~10일 받은 환자 또는 기타 여러 상황에서 심부정맥혈전증과 폐색전증 위험을 줄이기 위해 쓰인다.
비출혈성 뇌졸중 예방, 그리고 비판막성 심방세동 환자의 색전 발생을 예방하는 데에 와파린만큼 효과가 좋다고 알려져 있다.

## 부작용
가장 많이 호소하는 부작용은 위장관 불편감이다. 와파린 투여 환자와 비교했을 때, 두개내 출혈을 포함한 여러 가지 출혈과 생명을 위협하는 수준의 출혈은 다비가트란 투여 환자군에서 적었으나, 위장관 출혈 발생은 다비가트란 투여 환자군 쪽이 유의미하게 많았다. 다비가트란 캡슐 제제는 적절한 약물 흡수에 필요한 타타르산 성분을 포함하고 있어, 위의 pH를 낮춘다. 낮아진 pH는 소화불량과 관계가 있고, 일각에서는 이것이 위장관 출혈 발생 위험의 증가에도 기여한다고 주장한다. 소량의 위장관 출혈을 진단했다면 H2 수용체 길항제(H2RA), 양성자 펌프 억제제(PPIs), 그 외 점막 보호 약제 추가를 고려할 수 있다. 심각한 출혈이 있다면 즉시 다비가트란 치료를 중단하고, 환자의 상태에 따라 프로트롬빈 복합 농축물, 농축적혈구, 신선동결혈장 등의 혈액제제나 이다루시주맙 같은 다비가트란에 특이적인 해독제 투여를 고려한다. 또한 응급으로 내시경 관리를 실시한다.

### 금기증
출혈 위험을 높이고 심각하며 생명을 위협할 수준의 출혈을 일으킬 수 있으므로, 다비가트란은 이미 활동성의 병적 출혈이 있는 환자에서는 사용이 금기시된다. 또한 다비가트란에 아나필락시스와 같은 중증 과민반응을 보인 과거력이 있는 경우에도 사용하지 않는다. 또한 인공 심장판막 치환술을 받은 환자의 경우에도 와파린과 비교했을 때, 판막의 혈전이나 뇌졸중, 심근경색, 심각한 출혈 발생 위험이 증가하므로 다비가트란 사용을 피한다.
모유로는 잘 배출되지 않으므로 수유 시 제한은 필요 없는 것으로 추정되나, 자료가 제한적이므로 추가 연구가 필요하다.

### 상호작용
카바마제핀, 시클로스포린, 드로네다론, 이트라코나졸, 케토코나졸, 페니토인, 리팜피신과 병용하지 않는다.

## 약리학

### 작용 기전
다비가트란은 트롬빈 분자의 활성 부위에 가역적으로 결합하여, 트롬빈이 응고인자를 활성화하는 것을 막는다. 또한 트롬빈이 피브린에 결합한 상태일 때도 트롬빈을 불활성화할 수 있다. 따라서 트롬빈이 매개하는 피브린용해 억제 과정을 감소시켜, 피브린용해를 증강시킬 수 있다.

### 약동학
반감기는 12~17시간 정도며, 복용 후 2시간 내에 최대 항응고 효과에 이른다. 지방이 많은 음식은 다비가트란의 위장관 흡수를 지연시키지만, 생체이용률에는 영향을 주지 않는다. 여러 연구에서 양성자 펌프 억제제를 다비가트란과 병용 시, 다비가트란의 혈장 농도가 감소한다고 보고했으나 이 감소량이 임상적으로 유의미한지는 불명확하다. P-당단백질 펌프를 통한 다비가트란 배출은 퀴니딘, 베라파밀, 아미오다론 등 p-당단백질 펌프 억제제를 투여하는 환자에서 느려지므로, 해당 약제를 병용하는 경우 다비가트란 혈장 농도가 증가한다.
다비가트란 약제는 다비가트란 에텍실레이트 메실레이트(dabigatran etexilate mesilate) 성분으로 이용 가능하다. 유효성분은 다비가트란 에텍실레이트로, 다비가트란의 전구약물이다.